# Пјанило (Напуљ)
Пјанило (итал. Pianillo) је насеље у Италији у округу Напуљ, региону Кампанија.
Према процени из 2011. у насељу је живело 7311 становника. Насеље се налази на надморској висини од 585 м.